# 骆驼三角蛛蟹
骆驼三角蛛蟹（学名：Trigonothir camelus）为蜘蛛蟹科三角蟹属的动物。在中国大陆，分布于中沙群岛的黄岩岛等地，生活环境为海水，常栖息于珊瑚礁浅水中。